# Vitrezais
 (novembre 2024).
Si vous disposez d'ouvrages ou d'articles de référence ou si vous connaissez des sites web de qualité traitant du thème abordé ici, merci de compléter l'article en donnant les références utiles à sa vérifiabilité et en les liant à la section « Notes et références ».
Le Vitrezay ou Vitrezais est une petite région de Nouvelle-Aquitaine, au nord du département de la Gironde, en Blayais. 

## Présentation
Ancienne seigneurie sous l'Ancien Régime, il appartenait à la province de Guyenne et à la Généralité de Bordeaux, dont il était une subdélégation. Son chef-lieu était Braud, mais sa plus grande ville est actuellement Saint-Ciers-sur-Gironde. 
D'un point de vue culturel, il appartient au Pays Gabay, de langue et de culture saintongeaises.